# Małachowce (obwód brzeski)
Małachowce (biał. Малахоўцы, ros. Малаховцы) – wieś na Białorusi, w obwodzie brzeskim, w rejonie baranowickim, w sielsowiecie Małachowce (do roku 1987 centrum administracyjne tegoż).
Znajduje się tu parafialna cerkiew prawosławna pw. św. Mikołaja Cudotwórcy.

## Geografia
Położona jest nad Myszanką (prawy dopływ Szczary), 10 km od najbliższego miasta (Baranowicze), 3 km od drogi Baranowicze – Ucios, 7 km od najbliższej stacji kolejowej (Lesin), 187 km od centrum administracyjnego obwodu (Brześć), 143 km od Mińska.
W roku 2019 w miejscowości znajdowało się 58 gospodarstw.

## Demografia
W roku 2019 miejscowość liczyła sobie 114 mieszkańców, w tym 67 w wieku produkcyjnym.